# J.P. Sauer und Sohn GmbH

Logo.

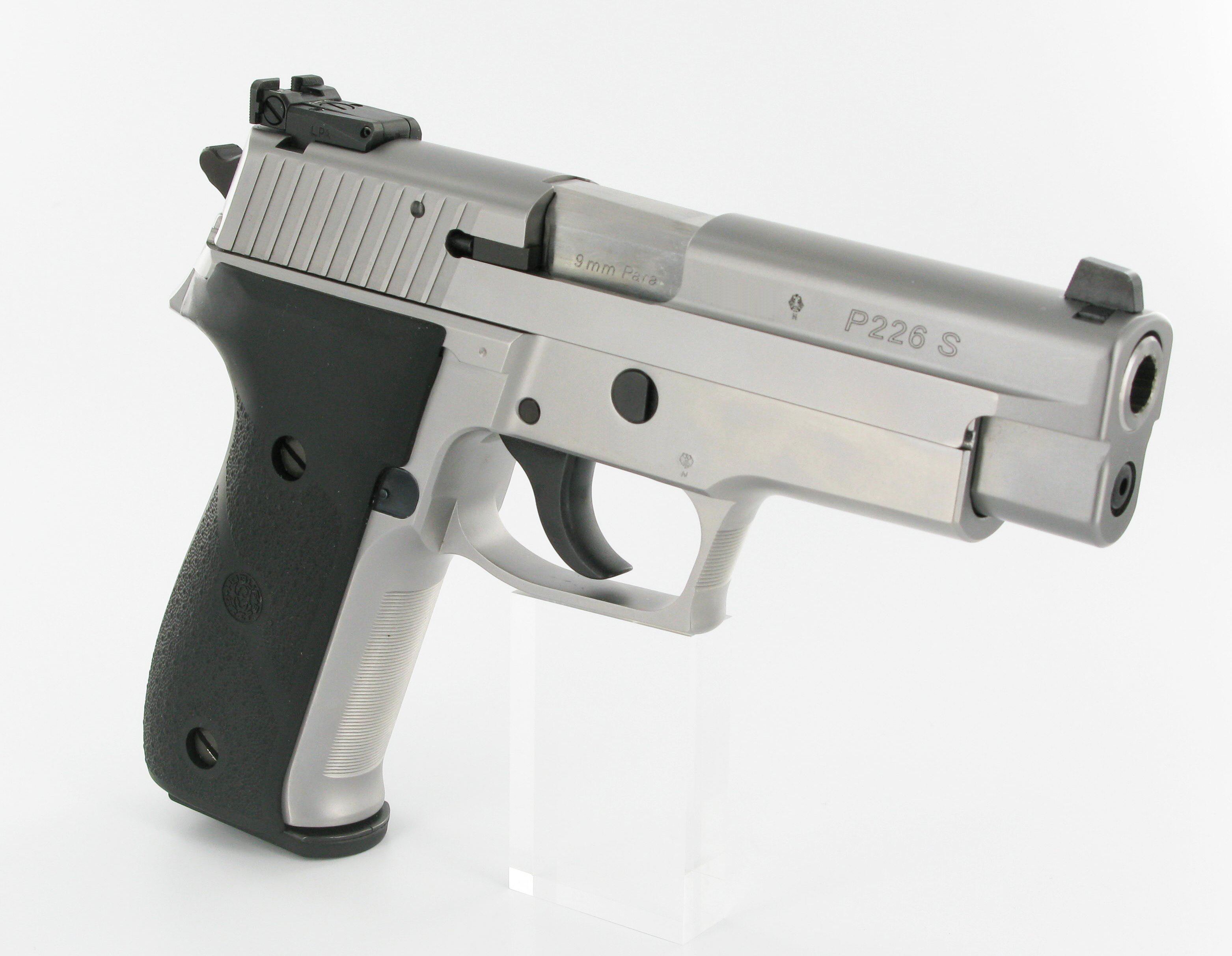
Pistolen Sig Sauer P226S.

J. P. Sauer & Sohn GmbH, Sauer & Sohn, är en tysk vapentillverkare grundad 1751 i Suhl. Företaget har sitt säte i Eckernförde och är Tysklands äldsta fortfarande verksamma vapentillverkare. Sauer har bland annat FBI, Tysklands försvarsmakt och polisen i flera länder som kunder (inkl. den svenska polisen).

## Historik
Familjen Sauer kom till Suhl från Nürnberg under 1600-talet. Johann Paul Sauer grundade 1751 J. P. Sauer & Sohn. Man började tillverkning av pistoler, gevär i ett senare skede revolvrar. 1880 prioriterade man tillverkningen av jaktvapen och man blev marknadsledare, en position man stärkte genom att utveckla vapnen, patent och utmärkelser. 1893 inledde man ett samarbete med Kruppkoncernen.
Andra världskriget innebar att företaget ställde om sin produktion till militära vapen. Från 1941 tillverkade man nästan uteslutande krigsmateriel. Sauer var bredvid Mauser den mest betydelsefulla tillverkaren av Wehrmachts standardgevär Karabiner 98k som tillverkades i 14 miljoner exemplar. Man utvecklade Sturmgewehr 44 (StG-44) i Suhl som innan krigsslutet tillverkades i 44 000 exemplar. I samband med krigsslutet ställdes produktionen in och man gick över till reparationer för den sovjetiska ockupationsmakten. 
Efter kriget valde man att flytta företaget till Västtyskland. 26 mars 1951 grundades J. P. Sauer & Sohn Aktiengesellschaft, Sitz Eckernförde i Eckernförde i Schleswig-Holstein. Från 1952 blev USA-marknaden viktig för försäljningen av pistoler.